# Reedición
Una reedición (también conocido como re-lanzamiento o re-edición) es una nueva edición de una obra publicada. Mayormente, se refiere a un álbum de estudio que ha sido lanzado por lo menos una vez y se libera nuevamente, algunas veces con modificaciones o adiciones.